# ۲-فنیل‌اتیل‌برمید
۲-فنیل‌اتیل‌برمید (به انگلیسی: 2-Phenylethylbromide) یک ترکیب شیمیایی با شناسه پاب‌کم ۷۶۶۶ است. شکل ظاهری این ترکیب، مایع بی رنگ تا زرد است.